# Alfred Könner
Alfred Könner (* 2. Dezember 1921 in Alt Schalkowitz/Oberschlesien; † 6. August 2008 in Berlin) war ein deutscher Verlagslektor und Schriftsteller. In seiner beruflichen Rolle als Verlagslektor war er in die Zensurmechanismen der DDR eingebunden.

## Leben
Alfred Könner studierte Germanistik, Kunstgeschichte und Pädagogik an der Humboldt-Universität Berlin. Ab 1953 wirkte er als Verlagslektor; von 1959 bis 1986 war er Cheflektor des Altberliner Verlags in Ost-Berlin.
Alfred Könner verfasste die Texte zu zahlreichen Bilderbüchern; daneben
übersetzte er Kinderbücher – vorwiegend aus dem Englischen – ins Deutsche.

## Werke
- Wenn ich groß bin, lieber Mond, Berlin 1961 (zusammen[2] mit Karl Fischer)
- Der kleine Yang, Berlin 1962 (zusammen mit Helmut Rudolph)
- Mein bunter Zoo, Berlin 1962 (zusammen mit Erich Gürtzig)
- Das Pony mit dem Federbusch, Berlin 1962 (zusammen mit Ruprecht Haller)
- Der Rosenesel, Berlin 1962 (zusammen mit Herbert Thiele)
- Jolli, Berlin 1963 (zusammen mit Irmhild Proft und Hilmar Proft)
- Josefine, Berlin 1963
- Kiek in die Welt, Berlin 1964
- Tappelpit, Berlin 1964 (zusammen mit Eberhard Binder)
- Hühnchen Kathrinchen, Berlin 1966 (zusammen mit Irmhild Proft und Hilmar Proft)
- Fertig macht sich Nikolaus, Berlin 1967 (zusammen mit Ralf-Jürgen Lehmann)
- Piddel, Berlin 1967 (zusammen mit Irmhild Proft und Hilmar Proft)
- Watschel, Berlin 1967 (zusammen mit Ingeborg Meyer-Rey)
- Der Räuberhase, Berlin 1969 (zusammen mit Werner Klemke)
- Wer mäuschenstill am Bache sitzt, Berlin 1971 (zusammen mit Karl-Heinz Appelmann)
- Die Hochzeit des Pfaus, Berlin 1973 (zusammen mit Klaus Ensikat)
- Eine Wolke schwarz und schwer, Berlin 1973 (zusammen mit Karl-Heinz Appelmann)
- Der Affe Alois, Leipzig 1974 (zusammen mit Karl-Heinz Appelmann)
- Wieviel Blätter hat ein Baum?, Berlin 1974 (zusammen mit Gerhard Lahr)
- Wo ist mein Auto?, Leipzig 1974 (zusammen mit Dagmar Elsner-Schwintowsky)
- Ich bin schneller, Leipzig 1975 (zusammen mit Karl-Heinz Appelmann)
- Kieselchen, Berlin 1975 (zusammen mit Klaus Ensikat)
- Silko, Berlin 1975 (zusammen mit Gerhard Lahr)
- Was da fährt und fliegt, Berlin 1975 (zusammen mit Hans-Joachim Behrendt)
- Ein Bagger geht spazieren, Berlin 1976 (zusammen mit Manfred Bofinger)
- Drei kleine Bären, Berlin 1976 (zusammen mit Ingeborg Meyer-Rey)
- Die große Reise, Leipzig 1976 (zusammen mit Karl-Heinz Appelmann)
- Eine kleine Tagmusik, Berlin 1976 (zusammen mit Erika Klein)
- Olrik, Berlin 1976 (zusammen mit Karl-Heinz Appelmann)
- Der verwandelte Wald , Berlin 1976 (zusammen mit Rainer Sacher)
- Die Brücke, Berlin 1977 (zusammen mit Heidrun Hegewald)
- Sonne, weck den Igel auf, Berlin 1977 (zusammen mit Eberhard Binder und Elfriede Binder)
- Wovon träumt der Igel, Leipzig 1977 (zusammen mit Karl-Heinz Appelmann)
- Mal Regen und mal Sonnenschein , Berlin 1979 (zusammen mit Siegfried Linke)
- Tanz mal Peter, wie ein Bär, rumpel pumpel hin und her, Leipzig 1978 (zusammen mit Karl-Heinz Appelmann)
- Warum denn weinen?, Pössneck 1978 (zusammen mit Siegfried Linke)
- Auf dem Hügel ist was los, Berlin 1979 (zusammen mit Jutta Mirtschin)
- Es tanzen die Flocken, Leipzig 1979 (zusammen mit Karl-Heinz Appelmann)
- Ich reise ins Blaue, Berlin 1979 (zusammen mit Manfred Bofinger)
- Ein schöner Hahn, Pößneck 1979 (zusammen mit Klaus Vonderwerth)
- Über Pfützen spring ich gerne, Berlin 1979 (zusammen mit Karl-Heinz Appelmann)
- Wasser überall, Berlin 1979 (zusammen mit Rainer Sacher)
- Der blaue Traktor, Halle 1980 (zusammen mit Lothar Gabler)
- Deppel Seppel, Leipzig 1980 (zusammen mit Karl-Heinz Appelmann)
- Der Mond geht auf die Reise, Halle 1980 (zusammen mit Ursula Molnár-Höing)
- Vor meinem Fenster steht ein Baum, Berlin 1980 (zusammen mit Brigitte Schleusing)
- Weine nicht, sagte der Baum, Halle 1980 (zusammen mit Regine Grube-Heinecke)
- Flieg, Schirmchen, flieg, Berlin 1981 (zusammen mit Karl-Heinz Appelmann)
- Die Kleckerburg, Berlin 1981 (zusammen mit Karl-Heinz Appelmann)
- Kleiner Bruder Namenlos, Berlin 1981 (zusammen mit Dieter Müller)
- O wie schön, ein Lied zu pfeifen, Leipzig 1981 (zusammen mit Karl-Heinz Appelmann)
- Eines Tages früh am Morgen spazierten viele Leute durch den Zoo, Berlin 1981 (zusammen mit Gerhard Rappus)
- Titerinchen, Pößneck 1981 (zusammen mit Gerhard Preuß)
- Wer fliegt dort am Himmel?, Berlin 1981 (zusammen mit Johannes K. G. Niedlich)
- Die Äpfel wackeln schon am Baum, Halle 1982 (zusammen mit Sieghard Liebe)
- Der Herbstwind bläst, Berlin 1982 (zusammen mit Jutta Mirtschin)
- Ich bin der große Bruder, Halle 1982 (zusammen mit Walter Streit)
- Katervater Nikolaus, Berlin 1982 (zusammen mit Gerhard Rappus)
- Pfefferchen, Berlin 1982 (zusammen mit Dieter Müller)
- Ein Spatz sang auf dem Hühnerstall, Halle 1982 (zusammen mit Rainer Flieger)
- Weit fliegt der Ball, Berlin 1982 (zusammen mit Siegfried Linke)
- Wer hüpft in der Hecke?, Pößneck 1982 (zusammen mit Siegfried Linke)
- Wo schlafen die Hasen?, Berlin 1982 (zusammen mit Karl-Heinz Appelmann)
- Bilderzoo, Berlin 1983 (zusammen mit Mirko Hanák)
- Drei kleine Hasen, Berlin 1983 (zusammen mit Ingeborg Meyer-Rey)
- Herr Dickbauch und Frau Dünnebein, Berlin 1983 (zusammen mit Manfred Bofinger)
- Ich gehe durch den Garten, Halle 1983 (zusammen mit Gabine Heinze)
- Wir pfeifen auf das Krokodil, Berlin 1983 (zusammen mit Dieter Müller)
- Da waren 7 Hasen, Halle 1984 (zusammen mit Rainer Flieger)
- Der dicke große Fisch, Berlin 1984 (zusammen mit Wolf U. Friedrich)
- Hoch im Baum schlief der Kater, Berlin 1984 (zusammen mit Thomas Schallnau)
- Was ich so alles kann, Pößneck 1984 (zusammen mit Klaus Vonderwerth)
- Winter war es und grimmig kalt, Berlin 1984 (zusammen mit Franz Zauleck)
- Der Fuchs und die Weintrauben, Berlin 1985 (zusammen mit Christa Unzner-Ficher)
- Ein Mädchen namens Rosamund, Berlin 1985 (zusammen mit Barbara Schumann)
- Der Riese im Schnee, Berlin 1985 (zusammen mit Dieter Müller)
- Das Apfelsinenmädchen, Berlin 1986 (zusammen mit Dieter Müller)
- Vom goldenen Handwerk, Berlin 1986 (zusammen mit Elfriede Binder und Eberhard Binder)
- Der Apfel wartet auf die Sonne, Niederwiesa 1988 (zusammen mit Erika Baarmann)
- Denn sie hatte ihn gern, Berlin 1988 (zusammen mit Manfred Bofinger)
- Hans und Franz, Halle 1988 (zusammen mit Kerstin Alexander)
- Die Perle des Glücks, Berlin 1988 (zusammen mit Dieter Müller)
- Wo ist Anne?, Berlin 1988 (zusammen mit Dagmar Kunze)
- Unser Mäuschen kochte Brei. Altberliner Verlag, Berlin, 1988 (zusammen mit Dieter Heidenreich)
- Der Ochse im Teich, Niederwiesa 1989 (zusammen mit Karl-Heinz Appelmann)
- Wo schlafen die Frösche?, Berlin 1989 (zusammen mit Karl-Heinz Appelmann)
- Der rote Cowboyhut, Berlin 1990 (zusammen mit Dieter Müller)
- Der Tanz auf der Trommel, Berlin [u. a.] 1994
- Die Katze sitzt im Pflaumenbaum, Leipzig 2012 (zusammen mit Gerhard Rappus)

## Herausgeberschaft
- Der Rummelpott, Berlin 1967
- Der Plumpsack, Berlin 1975
- Eene meene mopel, Berlin 1986

## Übersetzungen
- Hans Christian Andersen: Märchen, Reinbek 1973 (übersetzt zusammen mit Tabitha von Bonin)
- Auf dem Hofe tut sich was, Berlin 1972
- Martha Barber: Von der Kuh, die nicht muh sagen wollte, Reinbek 1968
- Lyman Frank Baum: Der Zauberer Oz, Berlin 1994
- Nathaniel Benchley: Roter Fuchs und sein Kanu, Reinbek 1967
- Elizabeth Brozowska: Niklas und der Löwe, Reinbek 1967
- Virginia Lee Burton: Klas und sein Bagger, Reinbek 1968
- Barbara Cooney: Singehell und der Fuchs, Reinbek 1968
- Rie Cramer: Hanne Susanne, Reinbek bei Hamburg 1978
- Rie Cramer: Im Frühling, Reinbek bei Hamburg 1978
- Rie Cramer: Mein Püppchen und ich, Reinbek bei Hamburg 1978
- Rie Cramer: Weißt du was?, Reinbek bei Hamburg 1978
- Friedel mit der Fiedel und andere Kinderreime, Reinbek bei Hamburg 1970
- Gyo Fujikawa: Guten Morgen, lieber Tag!, Reinbek bei Hamburg 1978
- Gyo Fujikawa: Märchen und Fabeln zur guten Nacht, Reinbek bei Hamburg 1979
- John Gilbert: Unter der schwarzen Flagge, Reinbek bei Hamburg 1977
- Mirko Hanák: Hinter dem Staketenzaun, Berlin 1972
- Mirko Hanák: Wer? Wie? Was? Wo? in Haus und Hof, Bad Goisern 1972
- Mirko Hanák: Wer? Wie? Was? Wo? in Wald und Flur, Bad Goisern 1972
- Russell Hoban: Nichts zu tun, Reinbek 1968
- Jan Lööf: Großvater ist Seeräuber, Reinbek 1966
- Jan Lööf: Die Jagd nach dem fliegenden Hund, Reinbek 1967
- Jan Lööf: Schrottnickel, Reinbek bei Hamburg 1976 (übersetzt zusammen mit Elke Pirck)
- Robert McCloskey: Ich habe einen Wackelzahn, Reinbek 1967
- Rudo Moric: Erzählungen aus dem Wald, Bratislava 1973
- Ivar Myrhøj: Pinguin Pondus, Hamburg 2011
- Virginia Parsons: Bunter Regenbogen, Reinbek bei Hamburg 1975
- Bill Peet: Der Dingdongdilli, Reinbek 1971
- Bill Peet: Ein Krebs namens Paul, Reinbek bei Hamburg 1977
- Halfdan Rasmussen: Hokus pokus, Reinbek 1973
- Ilse-Margret Vogel: Pummel, Pummel, sei kein Dummel, Reinbek 1967
- Charlotte Zolotow: Wenn ich einmal einen Sohn habe, Reinbek 1968

## Verfilmungen
- Jolli. Regie: Eva Natus-Salamoun, Produktionsjahr: 1964, Produktion: DEFA-Studio für Trickfilme.[3]
- Der Igel Tappelpit. Regie: Eva Natus-Salamoun, Produktionsjahr: 1965/66, Produktion: DEFA-Studio für Trickfilme.[4]
- Paulchen Haselnuß. Regie: Ina Rarisch, Produktionsjahr: 1969, Produktion: DEFA-Studio für Trickfilme. Die digital restaurierte Fassung des Films ist auf dem YouTube-Kanal DEFA-Filmwelt verfügbar.
- Kieselchen. Regie: Christl Wiemer, Produktionsjahr: 1978, Produktion: DEFA-Studio für Trickfilme.[5]